# Bahnstrecke Krylbo–Kärrgruvan
| Krylbo-Norbergs Järnväg Nr. 4, etwa 1930 |                      |                                                   |                                                   |
| Gleisplan Klackberg, 1882 |                      |                                                   |                                                   |
| Streckenlänge: | 19,3 km              |                                                   |                                                   |
| Spurweite: | 1435 mm (Normalspur) |                                                   |                                                   |
| |                      |                                                   |                                                   |
| \| \| \| Bahnstrecke Mora–Uppsala von Sala \| \| \| \| \| Godsstråket genom Bergslagen von Fagersta/Mjölby \| \| \| \| 0,0 \| Avesta Krylbo (1. Dez. 1873) \| 80 m ö.h. \| \| \| \| Godsstråket genom Bergslagen nach Storvik \| \| \| \| 1,3 \| Strömsnäs (8. Nov. 1880–11. Okt. 1881) \| Strömsnäs (8. Nov. 1880–11. Okt. 1881) \| \| \| \| Bahnstrecke Mora–Uppsala nach Borlänge \| \| \| \| 2,4 \| Avesta Jernverk (Södra verket) \| Avesta Jernverk (Södra verket) \| \| \| 3,2 \| Gleisende \| Gleisende \| \| \| 6,1 \| Bjurfors \| 124 m ö.h. \| \| \| 10,0 \| Andersbenning \| Andersbenning \| \| \| 12,6 \| Stripåsen (ab 1. Okt. 1909) \| 180 m ö.h. \| \| \| 15,4 \| Kallmora (ab 1. Mai 1880) \| 191 m ö.h. \| \| \| \| von Bålsjöverket \| \| \| \| 17,6 \| Torget (bis 1. Dez. 1991) \| 199 m ö.h. \| \| \| \| \| \| \| \| 2,7 \| Nordansjö (ab 13. Juni 1898–1. Nov. 1976) \| 142 m ö.h. \| \| \| \| Bahnstrecke Ängelsberg–Kärrgruvan von Norberg \| \| \| \| 4,4 \| Klackberg (24. Aug. 1883) \| 185 m ö.h. \| \| \| \| Bahnstrecke Klackberg–Fagersta nach Fagersta \| \| \| \| 18,6 0,0 \| Kärrgruvan övre (ab 14. Sept. 1874) \| 185 m ö.h. \| \| \| 19,3 \| Kärrgruvan (31. Aug. 1876) \| 182 m ö.h. \| \| \| \| Bahnstrecke Ängelsberg–Kärrgruvan nach Ängelsberg \| \| \| \| \| \| \| \| Quellen: [1][2][3] \| \| \| \| |                      |                                                   |                                                   |
| Strecke |                      | Bahnstrecke Mora–Uppsala von Sala                 | Bahnstrecke Mora–Uppsala von Sala                 |
| Abzweig geradeaus und von links |                      | Godsstråket genom Bergslagen von Fagersta/Mjölby  | Godsstråket genom Bergslagen von Fagersta/Mjölby  |
| Bahnhof | 0,0                  | Avesta Krylbo (1. Dez. 1873)                      | 80 m ö.h.                                         |
| Abzweig geradeaus und nach rechts |                      | Godsstråket genom Bergslagen nach Storvik         | Godsstråket genom Bergslagen nach Storvik         |
| ehemaliger Bahnhof | 1,3                  | Strömsnäs (8. Nov. 1880–11. Okt. 1881)            | Strömsnäs (8. Nov. 1880–11. Okt. 1881)            |
| Abzweig geradeaus und nach rechts |                      | Bahnstrecke Mora–Uppsala nach Borlänge            | Bahnstrecke Mora–Uppsala nach Borlänge            |
| Blockstelle | 2,4                  | Avesta Jernverk (Södra verket)                    | Avesta Jernverk (Södra verket)                    |
| | 3,2                  | Gleisende                                         | Gleisende                                         |
| Haltepunkt / Haltestelle (Strecke außer Betrieb) | 6,1                  | Bjurfors                                          | 124 m ö.h.                                        |
| Haltepunkt / Haltestelle (Strecke außer Betrieb) | 10,0                 | Andersbenning                                     | Andersbenning                                     |
| Haltepunkt / Haltestelle (Strecke außer Betrieb) | 12,6                 | Stripåsen (ab 1. Okt. 1909)                       | 180 m ö.h.                                        |
| Haltepunkt / Haltestelle (Strecke außer Betrieb) | 15,4                 | Kallmora (ab 1. Mai 1880)                         | 191 m ö.h.                                        |
| Abzweig geradeaus und von rechts (Strecke außer Betrieb) |                      | von Bålsjöverket                                  | von Bålsjöverket                                  |
| Blockstelle (Strecke außer Betrieb) | 17,6                 | Torget (bis 1. Dez. 1991)                         | 199 m ö.h.                                        |
| Strecke von links (außer Betrieb) · Abzweig geradeaus und von rechts (Strecke außer Betrieb) |                      |                                                   |                                                   |
| Blockstelle (Strecke außer Betrieb) · Strecke (außer Betrieb) | 2,7                  | Nordansjö (ab 13. Juni 1898–1. Nov. 1976)         | 142 m ö.h.                                        |
| Abzweig geradeaus und von links (Strecke außer Betrieb) · Strecke (außer Betrieb) |                      | Bahnstrecke Ängelsberg–Kärrgruvan von Norberg     | Bahnstrecke Ängelsberg–Kärrgruvan von Norberg     |
| Bahnhof (Strecke außer Betrieb) · Strecke (außer Betrieb) | 4,4                  | Klackberg (24. Aug. 1883)                         | 185 m ö.h.                                        |
| Strecke (außer Betrieb) · Strecke (außer Betrieb) |                      | Bahnstrecke Klackberg–Fagersta nach Fagersta      | Bahnstrecke Klackberg–Fagersta nach Fagersta      |
| Dienststation / Betriebs- oder Güterbahnhof (Strecke außer Betrieb) | 18,6 0,0             | Kärrgruvan övre (ab 14. Sept. 1874)               | 185 m ö.h.                                        |
| Kopfbahnhof Strecke bis hier außer Betrieb | 19,3                 | Kärrgruvan (31. Aug. 1876)                        | 182 m ö.h.                                        |
| Strecke |                      | Bahnstrecke Ängelsberg–Kärrgruvan nach Ängelsberg | Bahnstrecke Ängelsberg–Kärrgruvan nach Ängelsberg |
| |                      |                                                   |                                                   |
| Quellen: |                      |                                                   |                                                   |

Die schwedische Bahnstrecke Krylbo–Kärrgruvan, die zwischen Krylbo und Kopparberg in Kopparbergs län (heute Dalarnas län) bestand, wurde von der Krylbo-Norberg järnvägsaktiebolag (KNJ) erbaut.

## Krylbo-Norberg järnvägsaktiebolag
Krylbo-Norberg järnvägsaktiebolag wurde am 10. September 1870 mit einem Stammkapital von 500.000 Kronen gegründet. Bei der Hauptversammlung am 8. März 1871 wurden Casimir Petre aus Hofors und Mühlenbesitzer Frans Bergendal aus Horndal zu Vorständen gewählt und Carl Johan Hyckert als Verkehrsdirektor bestimmt. Die Konzession wurde am 12. Januar 1872 für eine Strecke zwischen Kärrgruvan und Krylbo mit einer Spurweite von 1435 mm erteilt.
Der Eisenbahnbau begann im Sommer 1872 und wurde von Major Gustaf Arvid Lilliehöök geleitet. Der Verkehr auf der Strecke wurde am 3. September 1874 aufgenommen. Die 19 km lange Strecke verlief zwischen den Bahnhöfen Kärrgruvan, Kallmora, Stripåsen, Andersbenning und Bjurfors und endete in Krylbo. Am 27. Januar 1897 wurde beschlossen, eine neue Strecke nach Klackberg nördlich von Norberg zu bauen, diese Strecke wurde 1898 eröffnet und konkurrierte dann mit der bereits bestehenden Strecke von Norberg nach Klackberg.
1957 reisten nur 200 Fahrgäste mit der Bahn. Der Verkehr wurde daher am 31. Oktober 1958 eingestellt. Im Juni 1958 schrieb Dagens Nyheter einen Artikel „Bergslagsguld med bil, döden för Krylbobana“ (Deutsch: „Bergslagsgold mit dem Auto ist der Tod für die Krylbobahn“).

## Fahrzeuge
Der erste Wagenpark der KNJ wurde 1873 von der Birmingham Railway Carriage and Wagon Company, Großbritannien, gekauft. Zwei Personenwagen wurden 1889 bei Kockums in Malmö bestellt. Der Verkehr wurde bis zum 1. Oktober 1876 von der Gävle–Dala Järnvägsaktiebolag (GDJ) mit ihren Lokomotiven, Personenwagen und geschlossenen Güterwagen abgewickelt. Die beiden Tenderlokomotiven Casimir Petre und Bjurfors wurden von Nydqvist och Holm 1891 als erste eigene Lokomotiven der Gesellschaft ausgeliefert.
Zum Zeitpunkt der Stilllegung waren einige Wagen aus dem Jahr 1873 noch in Betrieb.

## Gegenwart
Alle Schienen zwischen Avesta Jernverk und Torget wurden entfernt, aber der Bahndamm und einige Gebäude entlang der Bahn sind erhalten geblieben, wie etwa die Bahnwärterhütte in Stripåsen und eine Wagenhalle in Kärrgruvan.